# Boissei-la-Lande
Boissei-la-Lande ist eine französische Gemeinde mit 109 Einwohnern (Stand: 1. Januar 2022) im Département Orne in der Region Normandie. Die Gemeinde gehört zum Arrondissement Alençon, zum Kanton Sées und zum Gemeindeverband Sources de l’Orne.

## Geographie
Boissei-la-Lande liegt etwa acht Kilometer südöstlich von Argentan. Die Orne begrenzt die Gemeinde im Nordosten. Umgeben wird Boissei-la-Lande von den Nachbargemeinden Boischampré im Norden, Süden und Westen, Aunou-le-Faucon im Norden, Almenêches im Osten, Médavy im Osten und Südosten.

## Bevölkerungsentwicklung
| Jahr                       | 1962 | 1968 | 1975 | 1982 | 1990 | 1999 | 2006 | 2018 |
| Einwohner                  | 140  | 113  | 103  | 115  | 104  | 115  | 120  | 127  |
| Quellen: Cassini und INSEE |      |      |      |      |      |      |      |      |

## Sehenswürdigkeiten
- Kirche Notre-Dame aus dem 12. Jahrhundert, spätere Umbauten, Monument historique seit 1986/2006
- Gutshof, früheres Herrenhaus aus dem 17. Jahrhundert, Monument historique seit 1986

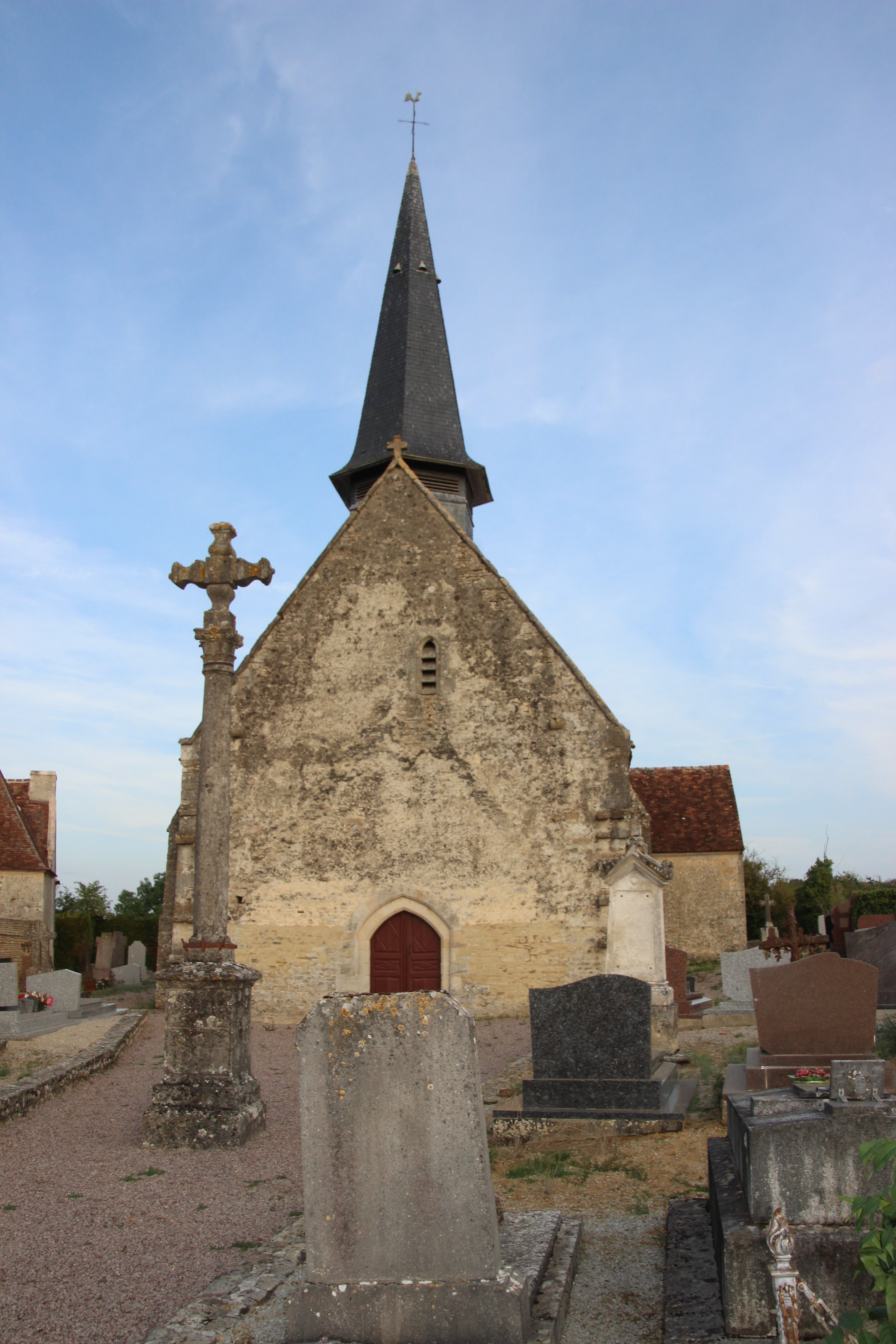
Kirche Notre-Dame